# La Danse de la fontaine émergente

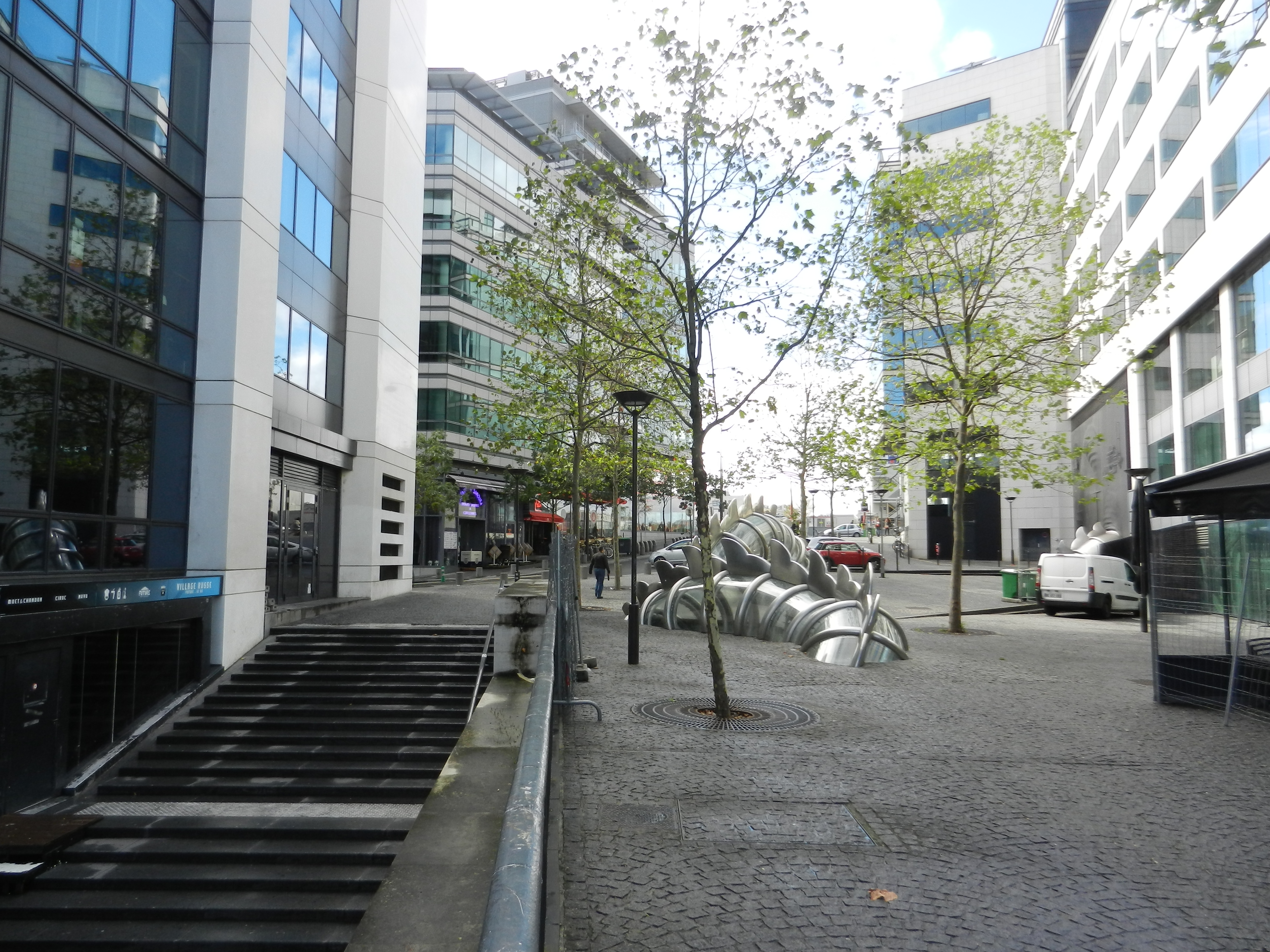
Náměstí Place Augusta-Holmes, v pozadí fontána La Danse de la fontaine émergente

La Danse de la fontaine émergente (česky Tanec vynořující se fontány) je název fontány v Paříži. Jedná se o umělecké dílo, jehož autorem je francouzsko-čínský umělec Šen Zen (1955–2000). Fontána připomíná tělo čínského draka, jehož tělo se jakoby několikrát vynořuje ze země na náměstí. Uvnitř průhledného těla tryská voda pod vysokým tlakem. Dílo si objednalo město Paříž a bylo slavnostně otevřeno v roce 2008.

## Umístění
Fontána se nachází ve 13. obvodu na náměstí Place Augusta-Holmes a ulici Rue Paul-Klee v nové čtvrti Seine Rive Gauche.

## Historie
O zřízení fontány rozhodl výbor pro kulturní záležitosti města Paříže v roce 1999. Realizací byl pověřen umělec Šen Zen, který však zemřel v roce 2000, kdy jeho práce byla ještě v podobě návrhu. Dílo proto dokončila umělcova manželka a blízká spolupracovnice Xu Min. Práce financovalo město Paříž a ministerstvo kultury. Fontána byla slavnostně otevřena 12. února 2008 za přítomnosti Xu Min.

## Popis
Dílo se skládá ze tří samostatných částí, z nichž každá představuje tělo draka, který jako by se v pravidelných intervalech vynořoval ze země. První část je umístěná jako basreliéf na zdi podzemní úpravny vody a je neprůhledná. Další dvě části mají podobu průhledných trubic zahnutých do oblouku, na jejich vrcholu jsou šupiny. Dračí hlava není zobrazena. Uvnitř těchto dvou částí tryská pod silným tlakem voda, která je navíc doplněna proměnlivým barevným osvětlením.